# لنكتشف عيد الأضحى (فلم)
لنكتشف عيد الأضحى (بالفرنسية: À la découverte de l'Aïd al-Adha) هو فلم وثائقي فرنسي صدر عام 2014 من إخراج فريد دمس ديباه.

## الطاقم
- فريد ديمس ديباه [الفرنسية]
 كمضيف
- طارق رمضان كمساهم
- ناديا ياسين كمساهمة
- جو ريجنشتاين كمساهم
- هاني منصور المزيدي كمساهم
- فلورانس بيرجاوود بلكر [الفرنسية]
 كمساهمة
- محمد بوبركا كمساهم
- تشاكيل عمرجي كمساهم
- فيث الله أوتماني كمساهم

## طالع أيضًا
- قائمة الأفلام الإسلامية

## روابط خارجية
- لنكتشف عيد الأضحى  على قاعدة بيانات الأفلام على الإنترنت (بالإنجليزية).